# Śrubowiec mniejszy
Śrubowiec mniejszy (Spirillum minus) – bakteria z rodzaju śrubowców. Krótki, gruby śrubowiec o długości od 0,2–0,5 µm, posiadający sześć skrętów. Nie uzyskano wzrostu śrubowca mniejszego na podłożach syntetycznych, stąd identyfikacja opiera się na obserwacji mikroskopowej preparatów naturalnych barwionych metodą Giemsy lub Wrighta lub z użyciem ciemnego pola. 
Patogen świnek morskich, szczurów, myszy i małp. U ludzi powoduje jedną z odmian gorączki od ugryzienia szczura (szczurza gorączka). Bakteria zachowuje zdolność do zakażania myszy nawet po roku przechowywania w stanie zamrożonym w temperaturze -78 °C.
Odkryta w XIX wieku i nazwana Spirocheta morsus muris lub Sporozoa muris. Obecną nazwę ustalono w 1924 roku. Jako czynnik chorobotwórczy została odkryta w Indiach przez Henry'ego Vandyke'a Cartera.